# يوريت دي مار
بلدية يوريت دي مار (بالإسبانية: Lloret de Mar) هي بلدية تقع في مقاطعة جرندة التابعة لمنطقة كتالونيا شمال شرق إسبانيا.

## الديموغرافيا
بلغ عدد سكان بلدية يوريت دي مار 40.282 نسمة عام 2011 (وفقاً للمعهد الوطني الإسباني للإحصاء).
| 16.674 | 19.041 | 23.424 | 29.445 | 34.997 | 39.363 | 40.282 |

## أعلام
- أميريكو كاسترو
- مارك مونييسا
- خوسيه لويس بلانكو
- إنخيل موليرا